# Schaduwstrekspin
De schaduwstrekspin (Tetragnatha montana) is een spin uit de familie strekspinnen (Tetragnathidae) die in Midden-Europa wordt gevonden. De spin leeft in nabijheid van water in bosjes en op gras of riet.

## Uiterlijke kernmerken
De vrouwtjes worden 6,5 tot 11 mm groot, de mannetjes worden 6 tot 9 mm. De bovenzijde is geel- tot roodbruin gekleurd. De onderzijde is veelal donkerbruin. De vrouwtjes hebben een bruingouden achterlijf omrand met wit. De mannetjes hebben een totaal bronzen achterlijf.